# خینس گارسیا میان
خینس گارسیا میان (اسپانیایی: Ginés García Millán‎؛ زادهٔ ۱۰ سپتامبر ۱۹۶۴) بازیگر اهل اسپانیا است. وی دانش‌آموختهٔ رشتهٔ بازیگری دانشکده عالی سلطنتی هنرهای نمایشی است و در دوران جوانی در تیم فوتبال جوانان باشگاه فوتبال رئال وایادولید بازی می‌کرد.
از فیلم‌ها یا برنامه‌های تلویزیونی که وی در آن نقش داشته‌است، می‌توان به عروس کولی، کارمن، ملکه‌ها، بانو، ایزابل، تنها متعلق به من، انگیزه‌های شخصی، پزشک خانوادگی، چه کسی سارا را کشت؟ و کلیسای بزرگ دریا اشاره کرد.